# Аліція Дорабяльська

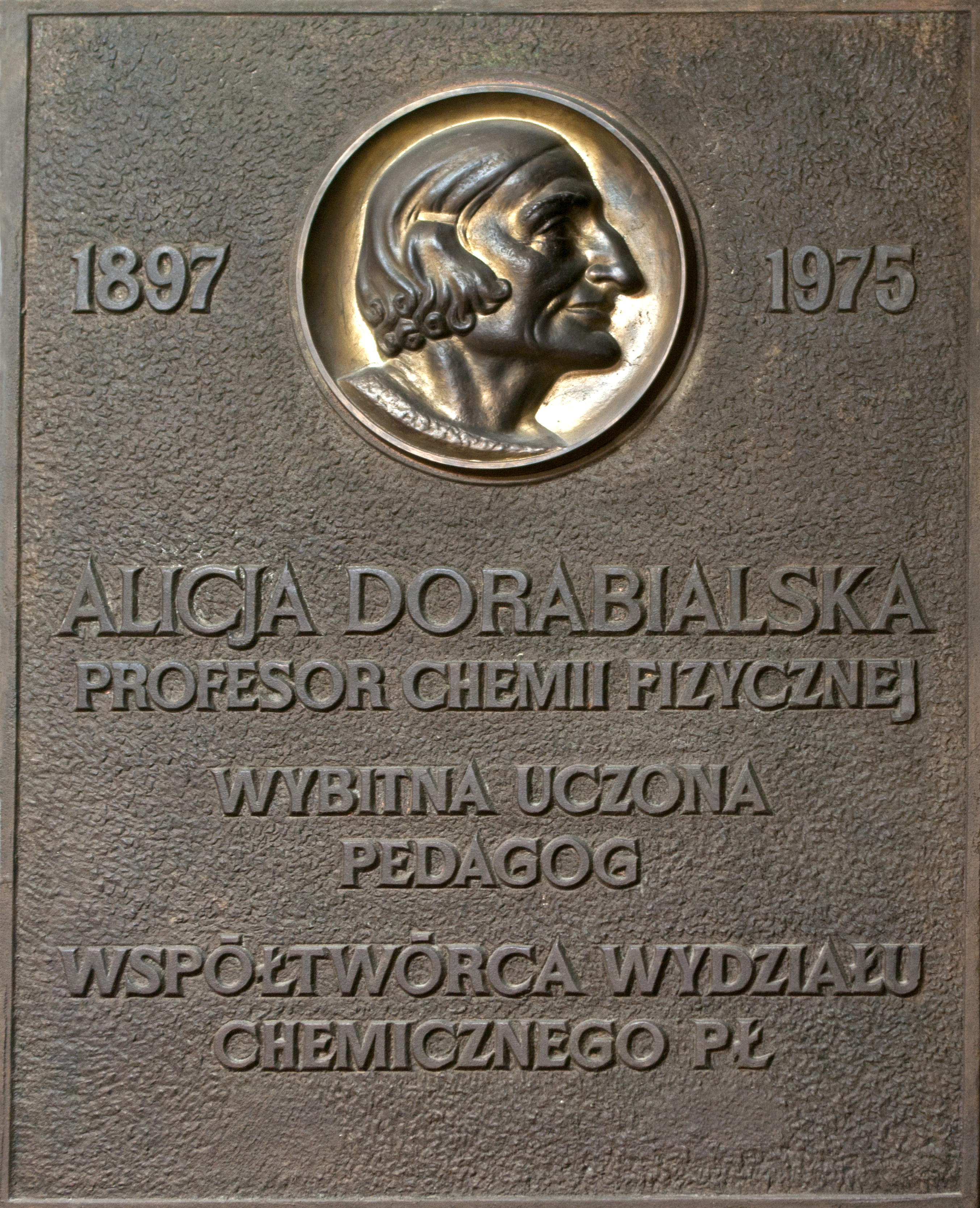
Пам'ятна дошка проф. Аліції Дорабяльської на хімічному факультеті Лодзького технологічного університету

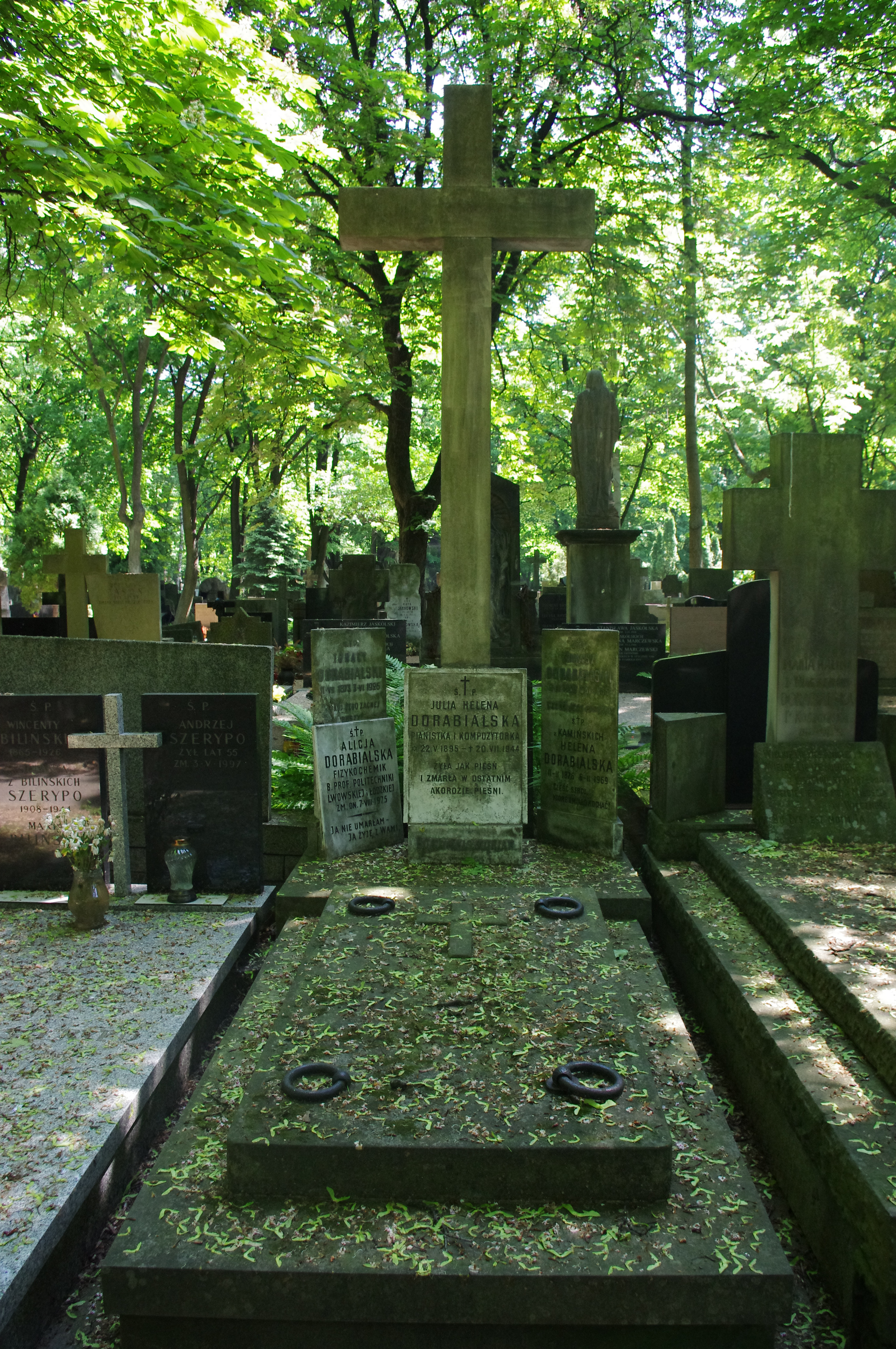
Могила Аліції Дорабяльської та піаністки Юлії Гелени Дорабяльської на Повонзківському цвинтарі у Варшаві

Аліція Дорабя́льська (14 жовтня 1897, Сосновець — 7 серпня 1975, Варшава) — польська фізико-хімікиня, професор Львівської, Варшавської та Лодзінської політехніки. Перша жінка-професор «Львівської політехніки».

## Біографія
Народилася 14 жовтня 1897 року в Сосновці, Привіслянський край в родині поштового службовця Томаша та Гелени, до шлюбу Камінської. У 1908—1913 роках відвідувала семикласну торговельну школу Юзефи Сівікової (нині 2-га середня школа Емілії Плятер) у Сосновці. Після переїзду до Варшави співзаснувала таємний скаутинг у столиці. У 1914 році, закінчивши 7 класів семикласної комерційної школи Теодори Рачковської у Варшаві та отримавши атестат про закінчення середньої школи, розпочала навчання в Товаристві наукових курсів у Варшаві, а в 1915—1918 роках продовжувала навчання в Москві на фізико-хімічному факультеті Вищих жіночих курсів. У 1918—1922 роках була асистенткою професора Войцеха Свєнтославського на кафедрі фізичної хімії Варшавського політехнічного університету. У 1922 році Дорабяльська здобула ступінь доктора філософії з хімії у Варшавському університеті, захистивши дисертацію «Термохімічні дослідження стереоізомерії кетоксимів», під керівництвом професора Віктора Лампе. У 1925—1926 роках продовжила стажування під керівництвом Марії Склодовської-Кюрі в Радієвому інституті в Парижі. Після повернення до Варшави в 1928 році здобула габілітацію у Варшавському політехнічному університеті в галузі фізичної хімії, а в 1934 році — вчене звання доцентки й призначена завідувачкою кафедри фізичної хімії Львівського технологічного університету. Таким чином вона стала першою жінкою в професурі Львівського технологічного університету.
У травні 1940 року в межах угоди про переселення між Німеччиною та СРСР виїхала зі Львова до Варшави. Під час окупації читала лекції на таємних курсах у Варшаві. У 1945 році була призначена на повного професора й одночасно очолювала кафедру фізичної хімії на хімічному факультеті Лодзького технологічного університету. Була деканом хімічного факультету.
Займалася переважно проблемами радіаційного випромінювання радіоізотопів, мікрокалориметрії, алотропічних перетворень, корозії металів та історією хімії. Її науковий доробок включає 128 публікацій — переважно в галузі калориметрії, радіохімії та хемілюмінесценції, у тому числі 5 книг. У 1968 році отримала премію «Problemy» за досягнення в популяризації знань з фізичної хімії.
У 1972 році опублікувала мемуари під назвою «Інше життя».
Аліція Дорабяльська не одружувалась і не мала дітей. Померла в 1975 році, похована на Повонзківському цвинтарі у Варшаві (секція 107-6-6).

## Членство
- Польське хімічне товариство (1957—1960 віцепрезидент, 1960—1963 президент правління, з 1965 почесна членкиня)
- Польське товариство радіаційних досліджень Марії Склодовської-Кюрі (з 1969 р. почесна членкиня Товариства)
- Варшавське наукове товариство (чл.-кор. з 1932, дійсна членкиня з 1945)
- Лодзьке наукове товариство (з 1947 членкиня, 1965—1969 віцепрезидент)
- Асоціація інженерів і техніків хімічної промисловості. Почесна членкиня Асоціації

## Ордени та нагороди
- Командорський хрест Ордена Відродження Польщі
- Хрест Незалежності (13.04.1931)[9]
- Офіцерський хрест Ордена Відродження Польщі
- Лицарський хрест Ордена Відродження Польщі
- Медаль 10-річчя ПНР (22.07.1955)[10]
- Медаль десятої річниці відновлення незалежності[3]

## Публікації (вибірка)
- Badania termochemiczne nad oksymami, 1925
- Mikrokalorymetr adjabatyczny do badań radjologicznych, 1927
- O cieple promieniowania radjatoru, 1927
- Ciepło promieniowania polonu, 1930
- Mikrokalorymetryczne pomiary efektu cieplnego zmiennego w czasie, 1931
- Mikrokalorymetryczne pomiary okresu półtrwania polonu, 1931
- Badania nad nienormalnie wielkiemi efektami cieplnemi pewnych minerałów promieniotwórczych, 1932
- Badania termochemiczne nad korozją metali, 1937
- Znaczenie metody termochemicznej w badaniach nad korozją, 1937
- Badania fotograficzne w dziedzinie słabych promieniowań, 1938
- Tajemnice powietrza, 1938
- Zastosowanie metody Millikana do badania słabej promieniotwórczości, 1939
- Dwa doświadczenia z zakresu promieniotwórczości antymonu, 1946
- Promieniotwórczość naturalna pierwiastków chemicznych, 1952
- Prace Marii Skłodowskiej-Curie, 1954
- Maria Skłodowska-Curie, 1967

## Виноски
1. 1 2  Bibliothèque nationale de France BNF: платформа відкритих даних — 2011.
2. 1 2 3 4 5  різні автори Дорабяльська Аліція // Енциклопедія сучасної України — Інститут енциклопедичних досліджень НАН України, 2001. — ISBN 966-02-2075-8
3. 1 2  Czy wiesz kto to jest? Uzupełnienia i sprostowania. Warszawa. 1939. с. 61.
4. ↑  Dorabialska, Alicja (1972). Jeszcze jedno życie.
5. ↑  Nowacki, 1996.
6. ↑  , Józef Hurwic, "Czasopismo „Problemy” w polskim życiu intelektualnym po drugiej wojnie światowej"
7. ↑  Wróblewski, Andrzej Kajetan. Baba z charakterem. Wiedza i Życie. POLITYKA Sp. z o.o. SKA. 2022 (8): 71. ISSN 0137-8929.
8. ↑  Cmentarz Stare Powązki: DORABIALSCY, [w:] Warszawskie Zabytkowe Pomniki Nagrobne [dostęp 2021-07-14].
9. ↑  M.P. z 1931 r. nr 87, poz. 137 «za pracę w dziele odzyskania niepodległości».
10. ↑  M.P. z 1955 r. nr 125, poz. 1624 — Uchwała Rady Państwa z dnia 22 lipca 1955 r. nr 0/1363 — na wniosek Ministra Szkolnictwa Wyższego.